# Sveučilište u Beogradu
Sveučilište u Beogradu (srp. Универзитет у Београду) je najstarija i najveća institucija visokog obrazovanja u Srbiji ima preko 7.000 članova, a sveučilište pohađa 89.827 studenata na oko 150 programa osnovnih studija i 1.700 postdiplomaca. Od osnutka, Sveučilište je obrazovalo više od 346 tisuća diplomiranih stručnjaka različitih profila, oko 22.700 magistara oko 28.000 specijalista i preko 13.200 doktora znanosti.
Sveučilište u Beogradu je sačinjeno od 31 fakulteta i 8 znanstvenih istraživačkih instituta, i posjeduje sustav sveučilišnih knjižnica i računskih centara. 

## Povijest
Beogradsko sveučilište je osnovano 1808. godine kao Velika škola. Sav nastavni kadar Velike škole tada je raspušten poslije reformâ i izbor novog nastavnog kadra povjeren je osmorici najvećih stručnjaka koji su bili prvih osam redovitih profesora Beogradskog univerziteta. Bili su to, između ostalih, Jovan Žujović i Jovan Cvijić. 
1905. godine Beogradsko sveučilište je imalo 16 redovnih i 18 izvanrednih profesora i 778 studenata. U sastav su ulazili Filozofski, Pravni i Tehnički fakultet kao i Bogoslovski fakultet. 
Nastava je bila obustavljena za vrijeme rata. Nakon oslobođenja Beograda sveučilište je ponovo počelo s radom i tako je 5. prosinca 1944. godine formirana Komisija za obnovu sveučilišta. Članovi odbora bili su: biolog Siniša Stanković, psiholog Borislav Stevanović, povjesničar Vasa Čubrilović, fizičar Sreten Šljivić, psiholog Baja Bajić, fiziolog Jevrem Nedeljković, pravnik Jovan Đorđević, fiziolog Stevan Đelineo, zatim povjesničar književnosti Petar Kolendić, koji je odmah podnio ostavku, pa kemičar Aleksandar Leko i fitopatolog Mladen Josifović. 
Iz Beogradskog sveučilišta nastaje Sveučilište u Novom Sadu (1960.), Sveučilište u Nišu (1965.), Sveučilište u Prištini (1970.), Sveučilište u Podgorici (1974.) i Sveučilište u Kragujevcu (1976.). 

## Fakulteti
- Arhitektonski fakultet
- Biološki fakultet
- Defektološki fakultet
- Ekonomski fakultet
- Elektrotehnički fakultet
- Fakultet sporta
- Fakultet Bezbjednosti
- Fakultet organizacijskih znanosti
- Fakultet političkih znanosti
- Fakultet za fizičku kemiju
- Farmaceutski fakultet
- Filološki fakultet
- Filozofski fakultet
- Fizički fakultet
- Geografski fakultet
- Građevinski fakultet
- Kemijski fakultet
- Strojarski fakultet
- Matematički fakultet
- Medicinski fakultet
- Pravoslavni bogoslovski fakultet
- Poljoprivredni fakultet
- Pravni fakultet
- Rudarsko-geološki fakultet
- Prometni fakultet
- Stomatološki fakultet
- Šumarski fakultet
- Tehnološko-metalurški fakultet
- Učiteljski fakultet
- Fakultet veterinarske medicine
- Tehnički fakultet u Boru

## Vanjske poveznice
- Službena stranica
- Čistka na sveučilištu 1944.-45.
- Beogradsko sveučilište među prvih 300 u svijetu (17. siječnja 2010.)  Arhivirana inačica izvorne stranice od 22. siječnja 2010. (Wayback Machine)